# لوئی هجدهم
لوئی هجدهم (۱۷ نوامبر ۱۷۵۵–۱۶ سپتامبر ۱۸۲۴)، از سال ۱۸۱۴ تا هنگام مرگش (به‌جز وقفه‌ای کوتاه در سال ۱۸۱۵ به‌خاطر بازگشت صدروزه ناپلئون)، پادشاه فرانسه بود. پیش از سلطنتش، او از سال ۱۷۹۱، در طول انقلاب فرانسه و امپراتوری اول فرانسه، ۲۳ سال را در تبعید از فرانسه گذراند.
او تا زمان رسیدن به پادشاهی فرانسه، در جای برادرِ شاه لوئی شانزدهم عنوان کنت پرووانس را در اختیار داشت. اما کنوانسیون ملی در ۲۱ سپتامبر ۱۷۹۲ سلطنت را منسوخ کرد و لوئی شانزدهم را از پادشاهی فروگرفت، که سپس‌تر هم با گیوتین اعدام شد. هنگامی که برادرزاده جوان شاه پیشین، لوئی هفدهم، در ژوئن ۱۷۹۵ در زندان درگذشت، کنت پرووانس خود را (تیتر) به نام لوئی هجدهم (پادشاه) اعلام کرد.
پس از انقلاب فرانسه و در دوران ناپلئونی، لوئی هجدهم در تبعید در پروس، انگلستان و روسیه به سر برد. هنگامی که ائتلاف ششم سرانجام در سال ۱۸۱۴ ناپلئون را شکست داد، لوئی هجدهم در همان جایی قرار گرفت که او و سلطنت‌طلبان فرانسوی جایگاه شایسته او می‌دانستند. با این حال، ناپلئون از تبعید خود در الب گریخت و امپراتوری فرانسه خود را دوباره احیا کرد. لوئی هجدهم فرار کرد و ائتلاف هفتم به امپراتوری فرانسه جنگ اعلان کرد، ناپلئون را دوباره شکست داد و دوباره لوئی هجدهم را به سلطنت فرانسه بازگرداند.
لوئی هجدهم کمی کم‌تر از یک دهه در جای پادشاه حکومت کرد. دولت ترمیم بوربون برخلاف رژیم گذشته که کاملاً مطلق بود، یک سلطنت مشروطه بود. منشور ۱۸۱۴، قانون اساسی جدید فرانسه، به عنوان یک پادشاه مشروطه، حق سلطنتی لوئی هجدهم به میزان قابل توجهی کاهش یافت. بازگشت وی در سال ۱۸۱۵ منجر به موج دوم ترور سفید به رهبری جناح فوق سلطنت طلبان شد. در سال بعد، لوئی هجدهم پارلمان غیرمردمی را منحل کرد، که به عنوان Chambre غیرقابل حل شناخته می‌شود و باعث ایجاد دکترینرهای لیبرال می‌شود. سلطنت او بیش‌تر با تشکیل اتحاد پنج‌گانه و مداخله نظامی در پادشاهی اسپانیا مشخص شد. لوئی فرزندی نداشت، پس از مرگ او تاج به برادرش، شارل دهم رسید. لوئی هجدهم آخرین پادشاه فرانسه بود که در حالی که هنوز سلطنت می‌کرد، درگذشت، زیرا شارل دهم (۱۸۲۴–۱۸۳۰) از سلطنت کناره‌گیری کرد و هر دو لوئی فیلیپ (۱۸۳۰–۱۸۴۸) و ناپلئون سوم (۱۸۵۲–۱۸۷۰) از سلطنت خلع شدند.

## ازدواج

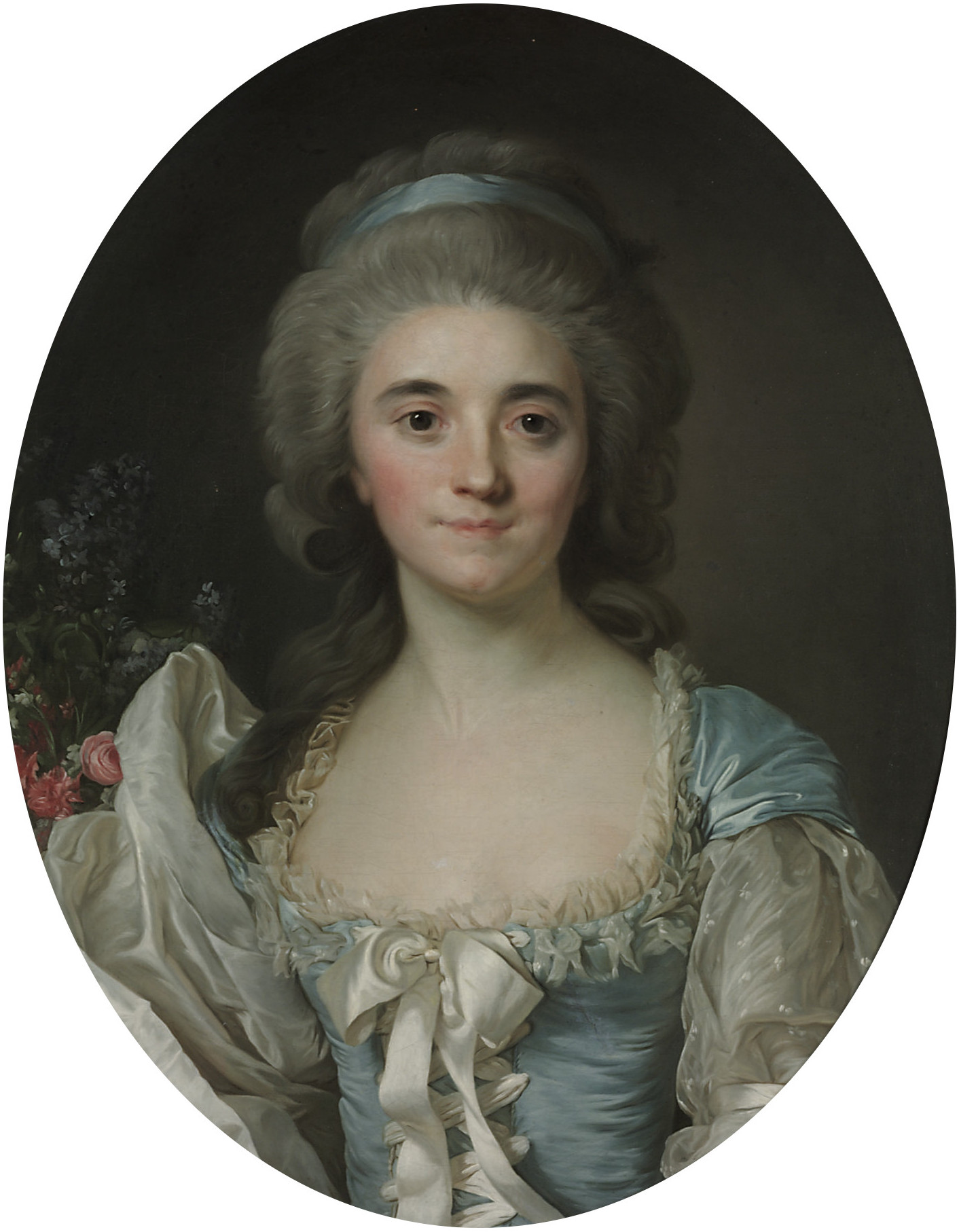
ماری ژوزفین ساووی

در ۱۶ آوریل ۱۷۷۱، لوئی استانیسلاس با وکالت پرنسس ماری ژوزفین ساووی ازدواج کرد. مراسم حضوری در ۱۴ مه در کاخ ورسای انجام شد. ماری ژوزفین (همان‌طور که وی را در فرانسه می‌شناختند) دختر ویکتور آمادئوس، دوک ساووی (بعداً پادشاه ویکتور آمادئوس سوم پادشاه ساردنی) و همسرش ماریا آنتونیا فردیناندا از اسپانیا بود.
یک توپ مجلل پس از عروسی در ۲۰ مه شلیک شد. لوئی استانیسلاس همسرش را زننده یافت. او زشت، خسته کننده و نادان از رسوم دربار ورسای قلمداد می‌شد. این ازدواج برای سال‌ها بدون وقفه باقی ماند. زندگینامه نویسان در مورد دلیل اختلاف نظر دارند. رایج‌ترین نظریه‌ها ادعای ناتوانی جنسی لوئی استانیسلاست (طبق گفته آنتونیا فریزر، زندگینامه نویس) یا عدم تمایل او به خوابیدن با همسرش به دلیل بهداشت شخصی وی نیست. او هرگز مسواک نمی‌زد، ابروهای خود را نمی‌گرفت و از عطر استفاده نمی‌کرد. در زمان ازدواج، لوئی استانیسلاس چاق بود و به جای راه رفتن، می‌لنگید. او هرگز ورزش نکرد و به خوردن مقدار زیادی غذا ادامه داد.
علیرغم این واقعیت که لوئی استانیسلاس شیفته همسرش نبود. با این حال، بارداری با سقط جنین به پایان رسید. بارداری دوم در سال ۱۷۸۱ نیز سقط شد و این ازدواج بدون فرزند ماند.

## در دربار برادرش
در ۲۷ آوریل ۱۷۷۴، لوئی پانزدهم پس از ابتلا به آبله بیمار شد و چند روز بعد در ۱۰ مه در سن ۶۴ سالگی درگذشت. دوفن لوئی آگوست، برادر بزرگتر لوئی استانیسلاس جانشین پدربزرگ آنها به عنوان پادشاه لوئی شانزدهم شد. لوئی استانیسلاس به عنوان برادر بزرگ شاه، عنوان موسیو را دریافت کرد. لوئی استانیسلااس آرزوی تأثیر سیاسی را داشت. وی در سال ۱۷۷۴ سعی در ورود به شورای شاه را داشت، اما موفق نشد. لوئی استانیسلاس در هاله‌ای از ابهام سیاسی قرار گرفت که وی آن را «۱۲ سال فاصله در زندگی سیاسی من» خواند. لوئی شانزدهم در دسامبر سال ۱۷۷۴ درآمد لوئی استانیسلاس را از دوکی آلنسون اعطا کرد. با این حال، این آپاناژ سالانه فقط ۳۰۰۰۰۰ لیور تولید می‌کرد، مقدار بسیار کمتری از حد اوج خود در قرن چهاردهم.
لوئی استانیسلاس بیش از سایر اعضای خانواده سلطنتی، که به ندرت ایل دو فرانسه را ترک می‌کردند، به فرانسه سفر می‌کرد. در سال ۱۷۷۴، وی خواهر خود کلوتیلد را در سفر به شامبری ملاقات کرد تا با دامادش شارل امانوئل، شاهزاده پیمونت، وارث تاج و تخت ساردینیا دیدار کند. در سال ۱۷۷۵، او از لیون بازدید کرد و همچنین خاله‌های ترشیده‌اش Adélaïde و Victoire هنگامی که در ویشی آب برمی‌داشتند ملاقات کرد. چهار تور استانی که لوئی استانیسلاس قبل از سال ۱۷۹۱ انجام داد، در مجموع سه ماه بود.

## بازگشت بوربون‌ها
با بازگشت بوربون‌ها به سلطنت فرانسه و به قدرت‌رسیدن لوئی هجدهم، او دستور داد که جسد لوئی شانزدهم و همسرش ماری آنتوانت به کلیسای سلطنتی سن‌دنُی منتقل و پس از طی مراسم تشریفاتی، در آن‌جا دفن شود. خود نیز، پس از مرگ در کلیسای سن‌دُنی دفن شد.

## تبعید

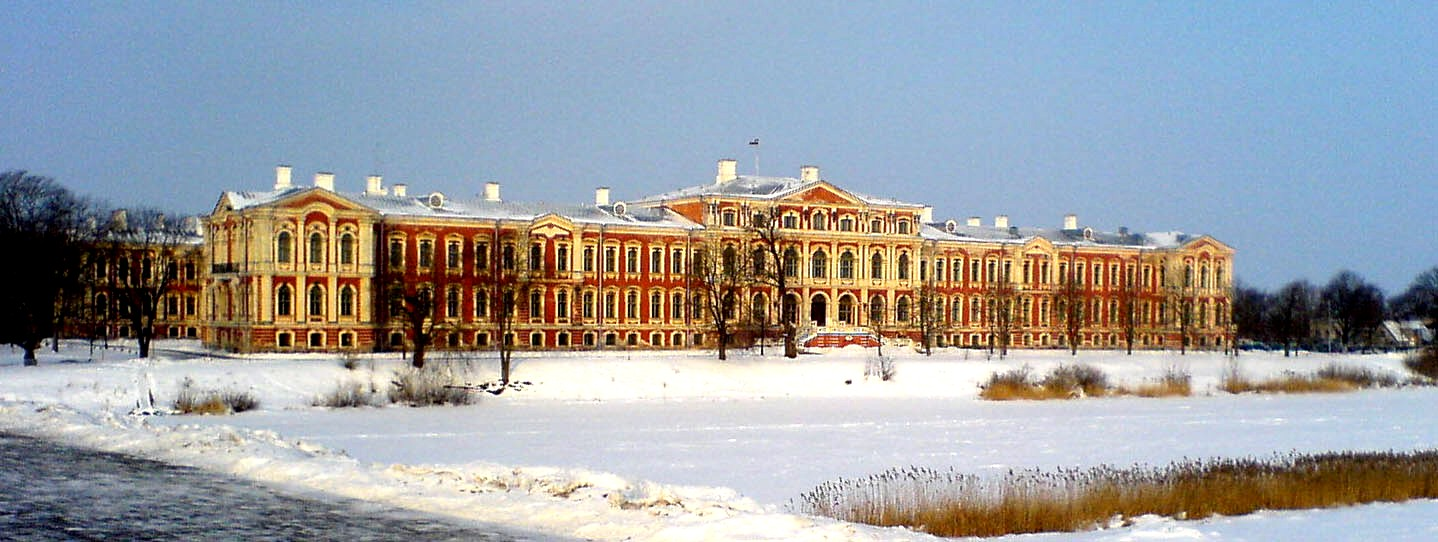
کاخ محل تبعید لوئی شانزدهم کاخ کوبلنز

هنگامی که کنت پرووانس به کشورهای سفلی رسید، خود را عملاً پادشاه فرانسه اعلام کرد. وی قبل از فرار ناموفق دوم به وارنس، از سندی استفاده کرد که خود و لوئی شانزدهم آن را نوشته بودند. این سند در صورت مرگ برادرش یا ناتوانی در ایفای نقش خود به عنوان پادشاه، به او اقتدار می‌داد. او بلافاصله پس از فرار به سایر شاهزادگان تبعیدی در کوبلنز ملحق شد. در آنجا بود که او به همراه کنت آرتویز و شاهزادگان کُنده (Condé) اعلام کردند که هدف آن‌ها حمله به فرانسه است. لوئی شانزدهم از رفتار برادرانش بسیار آزرده خاطر شد. پرووانس فرستاده‌هایی را به دربارهای مختلف اروپا فرستاد و درخواست کمک مالی، سرباز و مهمات کرد. آرتویز یک قلعه برای دربار در تبعید در منتخب تریر (یا "تروس")، جایی که دایی آن‌ها، کلمنس ونسلاوس از زاکسن، اسقف اعظم انتخاب شد، تأمین کرد. فعالیت‌های مهاجران هنگامی که حاکمان پروس و امپراتوری مقدس روم در درسدن گرد هم آمدند، نتیجه داد. آن‌ها اعلامیه پیلنیتس را در اوت ۱۷۹۱ منتشر کردند که در آن از حاکمان اروپا خواسته بود در صورت تهدید لوئی شانزدهم یا خانواده‌اش در فرانسه مداخله کند. تأیید پروانس از این اعلامیه، نه توسط شهروندان عادی و نه توسط خود لوئی شانزدهم مورد استقبال قرار نگرفت.

## مرگ
سلامتی لوئی هجدهم در بهار ۱۸۲۴ شروع به افول کرد. او از چاقی، نقرس و قانقاریا خشک و مرطوب، در پاها و ستون فقرات رنج می‌برد. لوئی در ۱۶ سپتامبر ۱۸۲۴ در جمع خانواده بزرگ سلطنتی و برخی مقامات دولتی درگذشت. پس از وی، برادر کوچکش ، کنت آرتویز، به عنوان شارل دهم جانشین وی شد.